# Belgrade Open 2021 - Qualificazioni singolare
Le qualificazioni del singolare del Belgrade Open 2021 sono state un torneo di tennis preliminare per accedere alla fase finale della manifestazione. I vincitori dell'ultimo turno sono entrati di diritto nel tabellone principale. In caso di ritiro di uno o più giocatori aventi diritto a questi sono subentrati i lucky loser, ossia i giocatori che hanno perso nell'ultimo turno ma che avevano una classifica più alta rispetto agli altri partecipanti che avevano comunque perso nel turno finale.

## Teste di serie
1. Federico Coria (spostato al tabellone principale)
2. Roberto Carballés Baena (qualificato)
3. Andrej Martin (qualificato)
4. Christopher O'Connell (qualificato)

1. Mats Moraing (ultimo turno, lucky loser)
2. Lukáš Klein (ultimo turno, lucky loser)
3. Vít Kopřiva (ultimo turno)
4. Alex Molčan (qualificato)

## Qualificati
1. Alex Molčan
2. Roberto Carballés Baena

1. Andrej Martin
2. Christopher O'Connell

### Lucky loser
1. Lukáš Klein

1. Mats Moraing

## Tabellone

### Legenda
| - Q = Qualificato - WC = Wild card - LL = Lucky loser | - ALT = Alternate - SE = Special Exempt - PR = Protected Ranking | - w/o = Walkover - r = Ritirato - d = Squalificato |

### Sezione 1
|  | Primo turno | Primo turno          | Primo turno          | Primo turno | Primo turno |  |  | Ultimo turno | Ultimo turno         | Ultimo turno         | Ultimo turno | Ultimo turno |  |
|  |             |                      |                      |             |             |  |  |              |                      |                      |              |              |  |
|  | Alt         | John-Patrick Smith   | John-Patrick Smith   | 4           | 65          |  |  |              |                      |                      |              |              |  |
|  | WC          | Carlos Gómez Herrera | Carlos Gómez Herrera | 6           | 7           |  |  | WC           | Carlos Gómez Herrera | Carlos Gómez Herrera | 3            | 68           |  |
|  | Alt         | Nerman Fatić         | Nerman Fatić         | 4           | 1           |  |  | 8            | Alex Molčan          | Alex Molčan          | 6            | 7            |  |
|  | 8           | Alex Molčan          | Alex Molčan          | 6           | 6           |  |  |              |                      |                      |              |              |  |

### Sezione 2
|  | Primo turno | Primo turno             | Primo turno             | Primo turno | Primo turno |  |  | Ultimo turno | Ultimo turno            | Ultimo turno            | Ultimo turno | Ultimo turno |  |
|  |             |                         |                         |             |             |  |  |              |                         |                         |              |              |  |
|  | 2           | Roberto Carballés Baena | Roberto Carballés Baena | 6           | 6           |  |  |              |                         |                         |              |              |  |
|  |             | Mirza Bašić             | Mirza Bašić             | 2           | 3           |  |  | 2            | Roberto Carballés Baena | Roberto Carballés Baena | 6            | 6            |  |
|  |             | Alexei Vatutin          | 3                       | 6           | 4           |  |  | 7            | Vít Kopřiva             | Vít Kopřiva             | 4            | 4            |  |
|  | 7           | Vít Kopřiva             | 6                       | 3           | 6           |  |  |              |                         |                         |              |              |  |

### Sezione 3
|  | Primo turno | Primo turno     | Primo turno     | Primo turno | Primo turno |  |  | Ultimo turno | Ultimo turno  | Ultimo turno  | Ultimo turno | Ultimo turno |  |
|  |             |                 |                 |             |             |  |  |              |               |               |              |              |  |
|  | 3           | Andrej Martin   | Andrej Martin   | 6           | 6           |  |  |              |               |               |              |              |  |
|  |             | Akira Santillan | Akira Santillan | 3           | 3           |  |  | 3            | Andrej Martin | Andrej Martin | 6            | 6            |  |
|  |             | Malek Jaziri    | Malek Jaziri    | 3           | 4           |  |  | 5            | Mats Moraing  | Mats Moraing  | 1            | 3            |  |
|  | 5           | Mats Moraing    | Mats Moraing    | 6           | 6           |  |  |              |               |               |              |              |  |

### Sezione 4
|  | Primo turno | Primo turno           | Primo turno           | Primo turno | Primo turno |  |  | Ultimo turno | Ultimo turno          | Ultimo turno          | Ultimo turno | Ultimo turno |  |
|  |             |                       |                       |             |             |  |  |              |                       |                       |              |              |  |
|  | 4           | Christopher O'Connell | Christopher O'Connell | 6           | 6           |  |  |              |                       |                       |              |              |  |
|  |             | Darian King           | Darian King           | 1           | 3           |  |  | 4            | Christopher O'Connell | Christopher O'Connell | 7            | 7            |  |
|  | WC          | Marko Tepavac         | Marko Tepavac         | 4           | 1           |  |  | 6            | Lukáš Klein           | Lukáš Klein           | 67           | 5            |  |
|  | 6           | Lukáš Klein           | Lukáš Klein           | 6           | 6           |  |  |              |                       |                       |              |              |  |